# Herut - El Moviment Nacional
Herut - El Moviment Nacional (en hebreu: חרות - הלאומית התנועה) (transliterat: Herut - HaTnua HaLeumit), comunament conegut simplement com a Herut, fou un partit d'extrema dreta d'Israel. Encara que el partit es considera com el successor ideològic de l'històric Herut (que es va fusionar en el Likkud) en realitat és un partit nou.

## Antecedents
El partit va ser format el 23 de febrer de 1999, quan Benny Begin, Michael Kleiner i Re'em David es van separar del Likkud durant la catorzena legislatura del Knéset. La retirada va ser el resultat del desacord amb el líder del Likkud Binyamín Netanyahu en el contingut del memoràndum de Wye River, i l'acord sobre l'ocupació d'Hebron, en aquest acord Netanyahu havia cedit terreny als palestins. Encara que no està representat en el parlament israelià, el nou partit va ser recolzat per l'ex-Primer Ministre i antic líder del Herut, Yitshaq Xamir.
Herut - El Moviment Nacional va participar en les eleccions de 1999 com a part de la coalició Unió Nacional, una aliança de partits fonamentalistes jueus d'extrema dreta, al costat dels partits Molédet i Tkuma amb Begin com a cap de la llista electoral. En l'elecció simultània de primer ministre, havia planejat originalment començar a peu, però es va retirar tres dies abans de les eleccions per evitar la divisió del vot d'extrema dreta entre ells i Netanyahu (encara que no va servir de gens, ja que Netanyahu va perdre contra Ehud Barak per més del 12 %). En les eleccions de la Knesset, la Unió Nacional va guanyar només un 3 % dels vots i quatre seients. Part dels mals resultats va portar a la renúncia de Begin com a cap del partit i retirar-se de la política abans del terme de la legislatura del Knesset, i el seu lloc en el Herut va ser assignat a Kleiner.
L'1 de febrer de 2000, Kleiner es va retirar de la Unió Nacional, el va establir el Herut com a partit independent en la Knesset. En les eleccions de 2003 el partit va córrer només. Kleiner va encapçalar la llista, amb Baruch Marzel, exmembre del proscrit moviment Kach. El partit va obtenir 36.202 vots, encara que només el 1,1 % del total, i no prou per passar el 1,5 % del llindar electoral. Poc després Marzel va deixar el nou Herut per fundar el seu propi partit, el Front Nacional Jueu.
Herut va participar en les eleccions de 2006. Aquesta vegada, Kleiner va ser acompanyat per veterans activistes com Elie Yossef i Cohen. El missatge de la campanya principal - "La compensació per l'evacuació dels palestins." Yana Chudriker, una immigrant d'Ucraïna i la reina de la bellesa d'Israel (1993) se li va assignar el número 4 en la llista del partit. La campanya va presentar a Chudriker que portava un burka com un advertiment contra l'amenaça demogràfica dels àrabs a Israel i el lema va ser "La demografia ens enverinen" (en hebreu les paraules "verí" (ra'al, רעל) i "burka" (r 'ala, רעלה) tenen so similar). La publicació de l'autor va donar com a resultat que el fiscal general Menachem Mazuz, ordenés a la policia investigar, per incitar al racisme.Part de la campanya de televisió també va ser criticat, i segments van ser retirats per la Comissió Electoral Central. El president de la Comissió i la jutge de la Cort Suprema Dorit Beinisch van afirmar que els segments retirats de la publicitat clarament fan referència a un lema obertament racistes i va replicar que si va sortir a l'aire, el més probable és que van ferir els sentiments de la població àrab.En aquestes eleccions, el partit va obtenir només 2.387 vots, un 0,07 %, molt per sota del nou llindar electoral del 2 %. Abans de les eleccions de 2009, Kleiner i Begin es van reincorporar a la llista del Likkud.